# سیستم‌های صوتی مارک لوینسون
سیستم‌های صوتی مارک لوینسون (انگلیسی: Mark Levinson Audio Systems)، نام یک برند تجهیزات صوتی است که در سال ۱۹۷۲ توسط مارک لوینسون تأسیس شده‌است. سیستم‌های صوتی مارک لوینسون هم‌اکنون زیرمجموعه شرکت صنایع بین‌المللی هارمن است.